# Bruce Kovner
Bruce Stanley Kovner (New York City, 25 febbraio 1945) è un manager di hedge fund statunitense, miliardario e filantropo,  presidente di CAM Capital, da lui fondata nel gennaio 2012 per gestire le sue attività di investimento, trading e business. Dal 1983 al 2011, Kovner è stato fondatore e presidente di Caxton Associates, una società commerciale diversificata. Ad aprile 2024, il suo patrimonio netto era stimato in 7,7 miliardi di dollari..
Kovner è presidente della Juilliard School e vicepresidente del Lincoln Center for the Performing Arts. Fa parte dei consigli di amministrazione del Metropolitan Opera e dell'American Enterprise Institute.

## Biografia
Bruce Stanley Kovner è nato nel febbraio 1945 a Brooklyn, New York City da genitori ebrei, Isidore Kovner, un ingegnere che ha giocato per un breve periodo a calcio semiprofessionale, e sua moglie Sophie. Kovner trascorse i suoi primi anni nella sezione di Borough Park a Brooklyn con i suoi genitori e tre fratelli prima che la famiglia si trasferisse nella periferia di Los Angeles nel 1953.  Frequentò la Van Nuys High School, fu un abile giocatore di basket e suonò il piano.
Kovner frequentò l'Harvard College a partire dal 1962, un periodo segnato dal suicidio di sua madre nella casa della sua famiglia a Van Nuys nel 1965. Tuttavia, era considerato un bravo studente ed era molto apprezzato dai suoi compagni di classe. Kovner rimase ad Harvard, studiando economia politica alla John F. Kennedy School of Government, in particolare sotto la guida dello studioso conservatore Edward C. Banfield.
Kovner non terminò il suo dottorato di ricerca ma continuò i suoi studi alla John F. Kennedy School of Government di Harvard fino al 1970. Negli anni successivi si impegnò in una serie di iniziative: lavorò a campagne politiche, studiò il clavicembalo, fu scrittore e tassista. Fu durante quest'ultima occupazione che scoprì il commercio di materie prime.

## Carriera negli investimenti
La prima operazione di Kovner avvenne nel 1977: investì 3.000 dollari, presi in prestito contro la sua MasterCard, in contratti futures sulla soia. Realizzando una crescita fino a 40.000 dollari per poi vendere quando la quotazione scese a 23.000 dollari. In seguito affermò che questo primo, snervante tentativo, gli aveva insegnato l'importanza della gestione del rischio .
Nel suo ruolo di trader sotto Michael Marcus presso la Commodities Corporation (ora parte di Goldman Sachs), guadagnò milioni e un diffuso rispetto come trader obiettivo e sobrio. Ciò alla fine portò alla creazione di Caxton Associates, nel 1983, che al suo apice gestiva oltre 14 miliardi di dollari di capitale ed è stata chiusa a nuovi investitori dal 1992. Kovner è stato direttore di Synta Pharmaceuticals dal 2002 al 2016.
Nel settembre 2011, Kovner annunciò il suo ritiro dalla carica di CEO di Caxton, lasciando l'incarico a Andrew Law.
Pochi mesi più tardi, nel gennaio 2012, Kovner fondò CAM Capital per gestire le sue attività di investimento, trading e business.

## Filantropia e donazioni politiche
Kovner ha fondato la Kovner Foundation nel 1996 per sostenere le organizzazioni che promuovono l'eccellenza nelle arti e nell'istruzione, le iniziative che difendono l'impresa privata e proteggono i diritti individuali, e gli studi accademici e le ricerche che rafforzano i principi democratici americani.
Sostenitore di lunga data della Juilliard School, Kovner è presidente del consiglio di amministrazione della scuola dal 2001. Nel 2013 Bruce e sua moglie, Suzie Kovner, hanno dotato il Kovner Fellowship Program della Juilliard con una donazione di 60 milioni di dollari, la più grande donazione una tantum alla scuola.  Nel 2012 Kovner ha donato 20 milioni di dollari alla Juilliard per finanziare il programma di laurea della scuola in performance storiche.  Kovner ha anche donato una collezione di manoscritti musicali alla Juilliard nel 2006.  Kovner è vice presidente del Lincoln Center per le arti dello spettacolo, nonché uno dei principali finanziatori della riqualificazione del Lincoln Center. È anche amministratore delegato del consiglio di amministrazione del Metropolitan Opera. Kovner ha fondato ed è stato presidente della School Choice Scholarships Foundation, che assegnava borse di studio a giovani finanziariamente svantaggiati a New York City.  Ha sostenuto attivamente altre scuole charter, come la Success Academy Charter Schools, dove sua moglie Suzie fa parte del consiglio di amministrazione.
Kovner ha contribuito ampiamente alle cause conservatrici. Nel gennaio 2012 ha donato circa 500.000 dollari a Restore our Future, un Super PAC a sostegno della campagna presidenziale di Mitt Romney.  È l'ex presidente del consiglio di amministrazione dell'American Enterprise Institute. Tra i suoi più stretti conoscenti vi sono l'ex vicepresidente Dick Cheney,  le figure neoconservatrici Richard Perle e James Q. Wilson. In precedenza, era stato un sostenitore del conservatore Manhattan Institute e aveva investito nel quotidiano The New York Sun. Un articolo di Robert Brulle ha osservato che la sua fondazione ha finanziato organizzazioni conservatrici che potrebbero essere state coinvolte in studi conservatori sul cambiamento climatico dal 2003 al 2010.  L'articolo è stato criticato da The Guardian poiché la maggior parte delle organizzazioni nello studio ha più obiettivi e Brulle non ha potuto dire quale parte di denaro (se ce n'è una) è stata dedicata alle questioni climatiche.
Altre cause filantropiche che ha sostenuto includono l'Institute for Justice, uno studio legale di interesse pubblico che si concentra sulla scelta scolastica; l'Innocence Project e Centurion Ministries, che aiutano i detenuti condannati ingiustamente, e Lambda Legal, che sostiene l'uguaglianza e i diritti civili per la comunità LGBTQ.

## Vita privata
Kovner è stato sposato due volte e ha tre figli, tra cui Rachel Kovner, giudice distrettuale federale di Brooklyn. Nel 1973, all'età di 28 anni, sposò l'artista Sarah Peter, con una cerimonia ebraica nel Connecticut. Divorziarono nel 1998. Nel 2007, sposò Suzie Fairchild, figlia di Robert Fairchild e pronipote di Louis Fairchild che fondò con suo fratello, Edmund Fairchild, l'azienda che divenne Fairchild Fashion Media, ora una divisione di Pubblicazioni Condé Nast.
La sua villa sulla Fifth Avenue a New York City, la Willard D. Straight House, dispone di una stanza rivestita di piombo per proteggersi da un attacco chimico, biologico o con bombe sporche.

## Premi e riconoscimenti
- Nel 2008, è stato inserito nella Hall of Fame dei gestori di hedge fund Alpha dell'investitore istituzionale insieme ad Alfred Jones, David Swensen, George Soros, Jack Nash, James Simons, Julian Roberston, Kenneth Griffin, Leon Levy, Louis Bacon, Michael Steinhardt, Paul Tudor Jones, Seth Klarman e Steven A. Cohen.[34]

- Kovner è membro dell'American Academy of Arts[35]  e ha ricevuto un dottorato onorario in lettere umanitarie dalla Juilliard School.[36][37] Nel 2016 ha ricevuto sia il William E. Simon Prize for Philanthropic Leadership dal Philanthropy[38][39] sia l'Alexander Hamilton Award dal Manhattan Institute.[40]